# Nephasoma depressum
Nephasoma depressum är en stjärnmaskart som först beskrevs av Sluiter 1902.  Nephasoma depressum ingår i släktet Nephasoma och familjen Golfingiidae. Inga underarter finns listade i Catalogue of Life.